# Metsalaane
Metsalaane är en ort i Estland. Den ligger i Konguta kommun och landskapet Tartumaa, i den södra delen av landet, 160 km sydost om huvudstaden Tallinn. Metsalaane ligger 66 meter över havet och antalet invånare är 136.
Terrängen runt Metsalaane är platt, och sluttar norrut. Runt Metsalaane är det glesbefolkat, med 15 invånare per kvadratkilometer. Närmaste större samhälle är Elva, 3,3 km sydost om Metsalaane. I omgivningarna runt Metsalaane växer i huvudsak blandskog.